# Wim Rijsbergen
Wim Rijsbergen (* 18. ledna 1952 Leiden) je bývalý nizozemský fotbalista, obránce. Po skončení aktivní kariéry působil jako trenér.

## Fotbalová kariéra
Začínal v PEC Zwolle. V nizozemské lize hrál za Feyenoord, se kterým získal v roce 1974 mistrovský titul. Dále hrál ve Francii za SC Bastia a v North American Soccer League za New York Cosmos, se kterým získal dva tituly. Po návratu do Nizozemska hrál za Helmond Sport a FC Utrecht, se kterým získal nizozemský pohár. V Poháru mistrů evropských zemí nastoupil v 1 utkání, v Poháru vítězů pohárů nastoupil ve 2 utkáních a v Poháru UEFA nastoupil ve 25 utkáních, dal 1 gól a soutěž v roce 1974 s Feyenoordem vyhrál. Za nizozemskou reprezentaci nastoupil v letech 1974–1978 ve 28 utkáních a dal 1 gól. Byl členem nizozemské reprezentace na Mistrovství světa ve fotbale 1974, kdy Nizozemsko získalo stříbrné medaile za 2. místo. Nastoupil ve všech 7 utkáních. Byl členem nizozemské reprezentace na Mistrovství světa ve fotbale 1978, kdy Nizozemsko získalo stříbrné medaile za 2. místo. Nastoupil ve 3 utkáních. Byl členem nizozemské reprezentace na Mistrovství Evropy ve fotbale 1976, kdy Nizozemsko získalo bronzové medaile za 3. místo. Nastoupil ve 2 utkáních.

## Ligová bilance
| Ročník                            | Zápasy | Góly | Klub            |
| --------------------------------- | ------ | ---- | --------------- |
| Eredivisie 1971/72                | 6      | 0    | Feyenoord       |
| Eredivisie 1972/73                | 25     | 0    | Feyenoord       |
| Eredivisie 1973/74                | 27     | 0    | Feyenoord       |
| Eredivisie 1974/75                | 25     | 1    | Feyenoord       |
| Eredivisie 1975/76                | 30     | 0    | Feyenoord       |
| Eredivisie 1976/77                | 30     | 0    | Feyenoord       |
| Eredivisie 1977/78                | 28     | 0    | Feyenoord       |
| Ligue 1 1978/79                   | 18     | 2    | SC Bastia       |
| North American Soccer League 1979 | 25     | 0    | New York Cosmos |
| North American Soccer League 1980 | 21     | 0    | New York Cosmos |
| North American Soccer League 1981 | 26     | 0    | New York Cosmos |
| North American Soccer League 1982 | 3      | 0    | New York Cosmos |
| North American Soccer League 1983 | 11     | 0    | New York Cosmos |
| Eredivisie 1983/84                | 21     | 0    | Helmond Sport   |
| Eredivisie 1984/85                | 9      | 0    | FC Utrecht      |
| Eredivisie 1985/86                | 9      | 0    | FC Utrecht      |
| CELKEM 1. nizozemská liga         | 210    | 1    |                 |